# Слободан Шумењак
Слободан Шумењак — Фекс, Миран (Шмарје при Јелшах, код Цеља, 11. јул 1923 — Ванеча, код Мурске Соботе, 20. октобар 1944), учесник Народноослободилачке борбе и народни херој Југославије.

## Биографија
Рођен је 11. јула 1923. године у Шмарју при Јелшах, код Цеља. Родитељи су му били др Славко, судија, и Ана, рођена Лацко. После завршене основне школе, Слободан се преселио у Мурску Соботу, где је похађао тамошњу гимназију. Од 1939. године био је члан Савеза комунистичке омладине Југославије.
Одмах после окупације словеначког Прекомурја од стране Мађара, априла 1941, Слободан се повезао с прекомурским активистима Освободилне фронте и укључио се у њихове акције. Већ 29. јуна 1941. године, извео је своју прву саботажу у Мурској Соботи. Масовно хапшење, које је почело 25. септембра 1941. године, избегао је склонивши се у Подтурен, а затим је отишао у Међимурје. У Загребу је добио лажна документа, и 23. децембра 1941. године се, преко Новог Места, пребацио у Љубљану. Друг из соботске гимназије, Едо Брајник, укључио га је у редове Варностно-обавешчевалне службе и Фекс је почео да учествује у оружаним акцијама у самој Љубљани, од којих су неке биле убиство шпијуна кривог за хапшење тридесет активиста на Љубљанском универзитету, убиство усташког агента и у другим акцијама ВОС-а.
Италијани су га у масовним хапшењима, 28. јуна 1942. године, ухапсили и одвели у логор Гонарс. Свој рад није ни тамо прекидао. Укључио се у организацију ОФ и учествовао у припремама за бег. С групом другова, међу којима је био и Борис Крајгер, успео је да побегне и при повратку у Словенију прикључио се партизанима у Брдима. Послан је у Трст, где је преузео одговорност за Службу сигурности. Учествовао је у многим успешним акцијама. Године 1943. примљен је у Комунистичку партију Словеније.
Руководство ВОС-а га је, у пролеће 1944. године, послало у Прекомурје, да тамо организује јединице обавештајне службе. После пребацивања преко Муре, узео је ново илегално име - Миран. Мада је имао специјалне задатке, активно се ангажовао и у делатности ОФ-а и својим радом много допринео развоју народноослободилачког покрета у том делу Словеније. Почетком октобра 1944. године, отишао је у Будимпешту, одакле је Врховном штабу НОВ и ПОЈ слао скице важних објеката Будимпеште, обавештавао о припремама Хортијеве капитулације и остало.
После повратка из Будимпеште, намеравао је да с друговима искористи слом фашистичке Мађарске и да у име ОФ-а преузму власт у Мурској Соботи. Те планове је осујетила издаја, а пресудно је било и то што партизани нису одредили рок за преговоре и предају непријатељског гарнизона у Мурској Соботи.
Мађарска полиција је открила његову борбену групу, али је Мирану и неким његовим друговима успело да побегну из града. У Ванечи, сеоцету северно од Мурске Соботе, склонили су се у виноградску кућицу да се одморе. Виноградар, фашиста, пријавио их је бележнику у Пуцонцима, а овај је телефоном обавестио Мурску Соботу. 20. октобра 1944. године, Мађари су опколили кућицу у којој су се они налазили. Борба је трајала око пола сата. Тада су Мађари почели да их засипају бомбама. Миран се с друговима борио до последњег метка. Покушао је да се пробије кроз обруч, али му је мађарски војник зарио бајонету у леђа. Војници су мучили рањеног Мирана да би изнудили признање, али Миран није рекао ни своје име. Шутио је док није издахнуо истог дана.
Сахрањен је у Ванечи, а после ослобођења његови посмртни остаци су пренесени на гробље у Мурску Соботу.
Указом председника Федеративне Народне Републике Југославије Јосипа Броза Тита, 27. новембра 1953. године, проглашен је за народног хероја.